# Talhayum

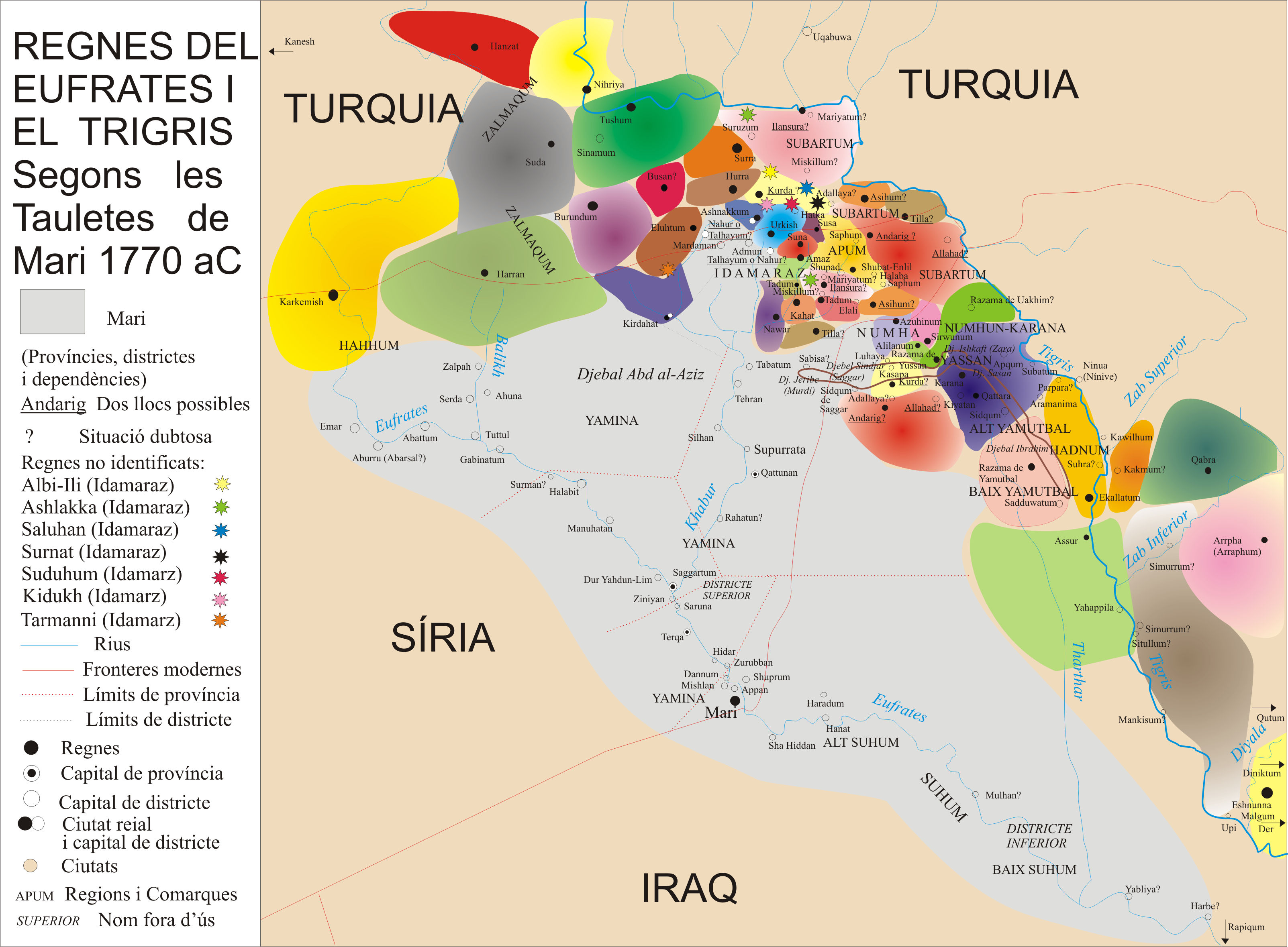
Mapa

Talhayum fou un territori que va existir al segle XVIII aC a l'Idamaraz, definit a les tauletes de Mari com un dels quatre districtes de l'Idamaraz i capital de Yapturum. Sembla que es tractava d'un districte situat al nord-oest, sota domini directe de Mari, que tot i així, per la llunyania o per altres causes, gaudia de certa autonomia i el seu governant era un terme mitjà entre un governador i un rei. Com a sobirà de Talhayum s'esmenta repetidament a Yawi Ila.